# University College Freiburg
University College Freiburg (UCF) is de centrale instelling voor internationaal en interdisciplinair onderwijs aan de Universiteit van Freiburg. Het belangrijkste project is het hosten van het eerste openbare Engelstalige Liberal Arts and Sciences-programma in Duitsland. UCF-studenten volgen een vierjarig bachelorprogramma van 240 ECTS-credits en studeren af met een Bachelor of Science of een Bachelor of Arts. UCF dient als laboratorium voor innovatieve onderwijsbenaderingen en instructieontwerp.